# Chairo
El chairo es una sopa que combina ingredientes típicos de los Andes con alimentos traídos por los españoles, como la carne de res y cordero. También puede incluir carne de llama o alpaca. Se consume principalmente en el occidente de Bolivia, el sur del Perú y otros zonas de la región andina.

## Ingredientes
Los principales ingredientes son el chuño (papa deshidratada), la papa dulce, carne de cordero, la chalona (carne de res deshidratada), habas o arvejas y el mote pelado. De origen andino, es una sopa espesa que se sirve bien caliente.
El chairo es una sustanciosa sopa caracterizada por la papa deshidratada (chuño), carne de cordero, carne seca (chalona), papa, zanahoria, cebolla, habas y/o arvejas, granos de maíz, hierbabuena, huacatay, orégano, comino, ajo, perejil y sal. Los ingredientes varían según las regiones o localidades, respecto al chairo cusqueño leemos en el diccionario quechua castellano 

«chairo. s. alim. Vianda en forma de sopa, compuesta de papas, tripas, carne picada, porción de trigo y maíz reventado»

## Etimología
La palabra chairo está registrada en diccionarios del idioma aimara y en diccionarios del Runa Simi (quechua), como chayru, con significado de sopa, con ingrediente nuclear: chuño. Para una variedad, puneña posiblemente, el lexicógrafo aimarista Felipe Huayhua Pari ha escrito  

«chayru[...]n. Plato típico preparado en (sic) chalona, trozos de carne, habas verdes, papas picadas y chuñu molido, en forma de sopa»

## Historia
Buena parte de los ingredientes del chairo fueron traídos por los españoles a América, llegando al altiplano andino en 1532.
En el libro de cocina escrito por Josepha de Escurrechea en 1776 se menciona un plato, la olla española, que estaba mestizada de acuerdo con los siguientes ingredientes: pecho de vaca, carnero,  jamón,  tocino, capones o gallinas gordas, garbanzo, ajo, hierbabuena, culantro, repollo, yuca, camote,  plátano, nabo, membrillo, pera, zapallo, papa, oca, chuño, morcilla, salchicha, longaniza, azafrán, clavo, canela, pimienta, mostaza, perejil y ají. Estos ingredientes serían la base del chairo. La primera referencia histórica del chairo como palabra usada en la gastronomía latinoamericana se encuentra en la obra de Ciro Bayo, Chuquisaca, donde cuenta su estadía de cinco años en Sucre a finales del siglo XIX (1890).
Debido a que la gente del campo debía caminar y trabajar por horas, muy lejos de sus hogares, optaron por preparar una sopa que tuviera estos alimentos, que no se echara a perder fácilmente y pudiera ser transportada por largo tiempo. Ya con la llegada a la ciudad, esta sopa se sofisticó un poco, adicionándole, por ejemplo, trigo y zanahoria.
El chairo es una tradición boliviana principalmente de la ciudad de La Paz y también forma parte de una tradición peruana de Puno, conocido plato de origen Aimara.
Su consumo también es muy popular en el altiplano peruano, formando parte importante dentro de la gastronomía de la Región Puno.

## Variedades
Algunas variedades de este plato son:

### Bolivianas
- Chairo cochabambino
- Chairo paceño

### Peruanas
- Chairo puneño
- Chairo cusqueño
- Chairo moqueguano
- Chairo serrano
- Chairo arequipeño